# 사제왕 요한

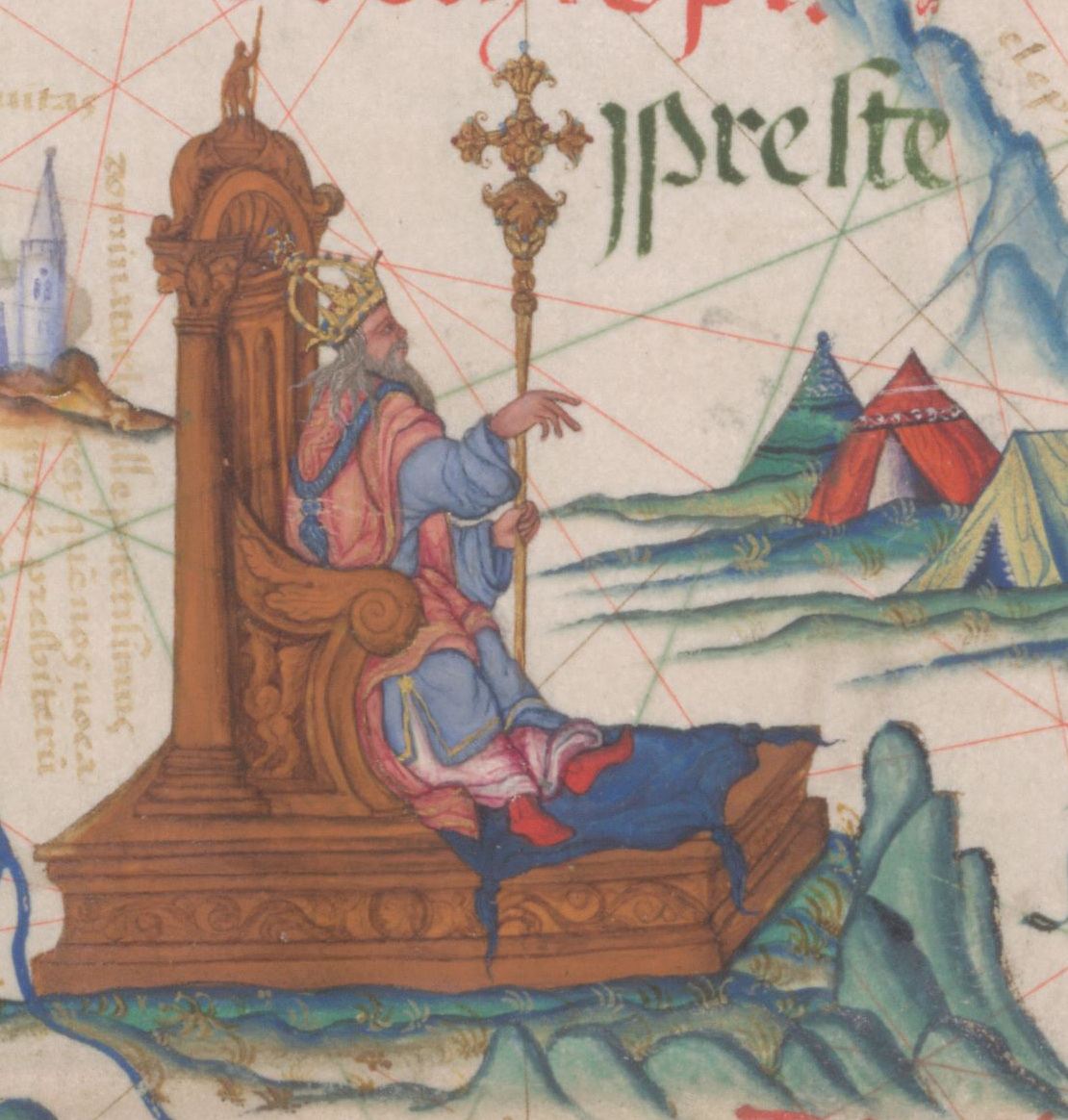
사제왕 요한

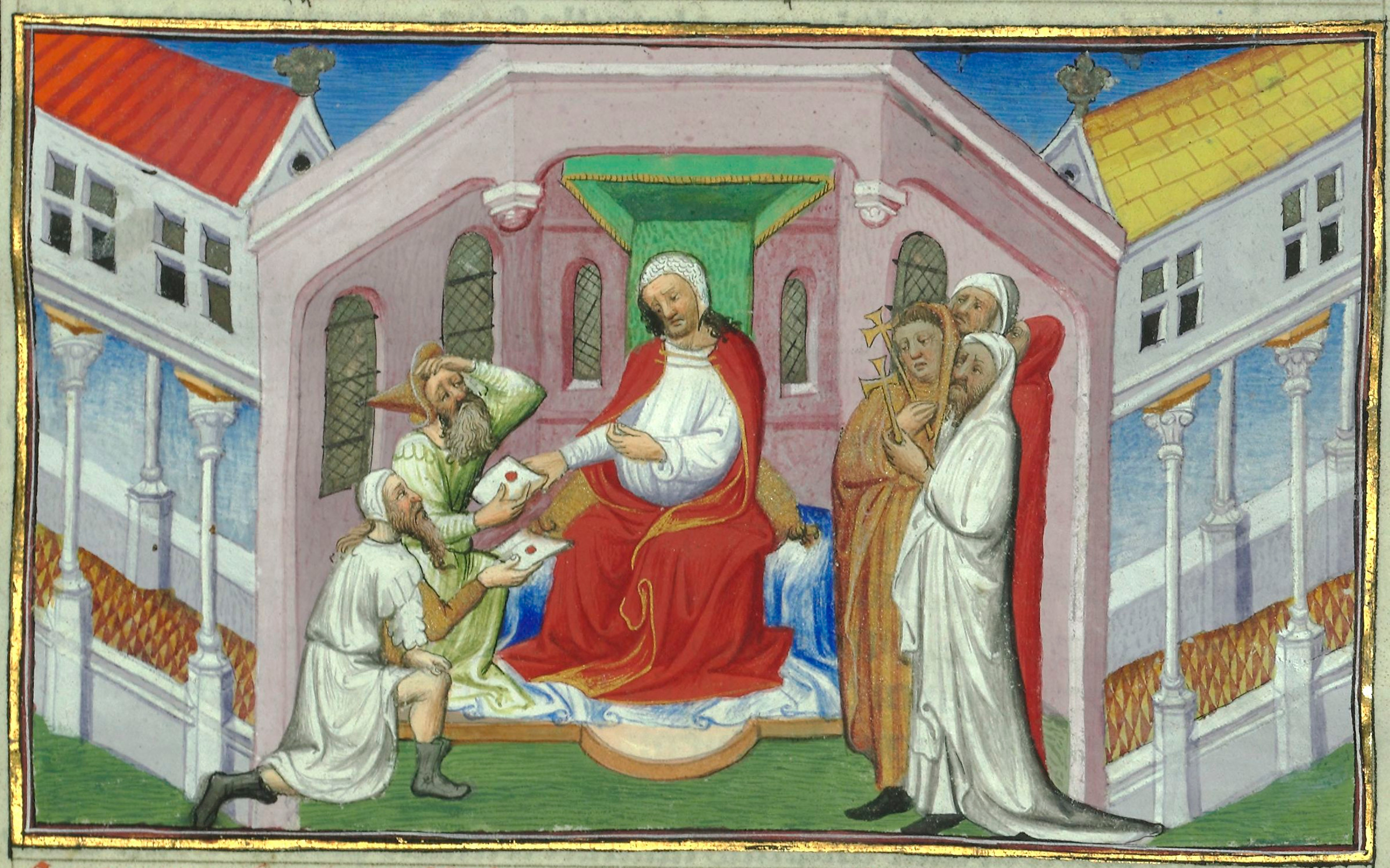
토그릴 완 칸

사제왕 요한(Presbyter Johannes) 전설은 중세 시대에 이슬람세력 넘어 동방(東方) 어딘가에 강력하고 풍요로운 기독교 왕국이 있다는 이야기이다. 프레스터 존(Prester John)이라고 불리기도 한다. 사제왕 요한의 이야기는 12세기 초반에서 17세기 초반까지 유럽에서 유행했다. 동방의 무슬림과 온갖 이교도들의 나라 너머에 있다는 이 기독교 왕국에 대한 이야기는 기록에 따라 약간 다르지만, 중세 시대 유럽에서 유행하던 여러 판타지가 섞여있다. 전설에 따르면 사제왕 요한은 세 명의 동방 박사 중 한 명의 후손이며, 관대한 군주이며 덕을 갖춘 사람이었다고 한다. 그의 부유한 왕국은 청춘의 샘 같은 온갖 신기한 것들로 가득하며 에덴 동산에 맞닿아 있었다고 한다.
몽골이 사실상 공중분해되면서 아시아 지역에서 사제왕 요한을 찾을 수 없게 되자, 이제는 에티오피아가 사제왕 요한의 나라라는 말이 나왔다. 대항해 시대는 에티오피아의 사제왕 요한과 접촉하기 위한 것이었다. 바르톨로뮤 디아스가 대표적인 예이다. 그러나 에티오피아가 16세기 초반 태평양으로 진출한 가톨릭 나라들을 추격한 오스만 제국이 지원하는 아달 술탄국과의 전쟁에서 무참히 패하자 결국 사제왕 요한에 대한 환상은 식민지 제국이 형성된 17세기 초반부터 역사속으로 완전히 사라지게 된다. 사제왕 요한 신화의 궁극적인 목표는 사제왕 요한과 가톨릭 세계가 힘을 합해 이슬람을 협공하자는 것이었다. 에티오피아의 대패로 사제왕 요한의 신화는 사라졌다.

## 같이 보기
- 방황하는 유대인